# Schweiz i olympiska sommarspelen 2020
Schweiz deltog med en trupp på 115 idrottare vid de olympiska sommarspelen 2020 i Tokyo. Truppens fanbärare under öppningsceremonin var sprintern Mujinga Kambundji och fäktaren Max Heinzer.

## Medaljer
| Medalj | Namn                             | Sport      | Gren                      |
| ------ | -------------------------------- | ---------- | ------------------------- |
| 1      | Jolanda Neff                     | Cykling    | Damernas terränglopp      |
| 1      | Nina Christen                    | Skytte     | Damernas 50 m gevär       |
| 1      | Belinda Bencic                   | Tennis     | Damsingel                 |
| 2      | Marlen Reusser                   | Cykling    | Damernas tempolopp        |
| 2      | Mathias Flückiger                | Cykling    | Herrarnas terränglopp     |
| 2      | Sina Frei                        | Cykling    | Damernas terränglopp      |
| 2      | Belinda Bencic Viktorija Golubic | Tennis     | Damdubbel                 |
| 3      | Nikita Ducarroz                  | Cykling    | Damernas freestyle        |
| 3      | Linda Indergand                  | Cykling    | Damernas terränglopp      |
| 3      | Jérémy Desplanches               | Simning    | Herrarnas 200 m medley    |
| 3      | Noè Ponti                        | Simning    | Herrarnas 100 m fjärilsim |
| 3      | Nina Christen                    | Skytte     | Damernas 10 m luftgevär   |
| 3      | Joana Heidrich Anouk Vergé-Dépré | Volleyboll | Damernas beachvolleyboll  |

## Badminton
Sabrina Jaquet kvalificerade sig genom sin plats på Badminton World Federations världsranking.
| Spelare        | Gren      | Gruppspel                 | Gruppspel                 | Gruppspel                    | Gruppspel | Eliminering       | Kvartsfinal       | Semifinal         | Final / BM        | Final / BM       |
| Spelare        | Gren      | Motståndare Poäng         | Motståndare Poäng         | Motståndare Poäng            | Placering | Motståndare Poäng | Motståndare Poäng | Motståndare Poäng | Motståndare Poäng | Placering        |
| -------------- | --------- | ------------------------- | ------------------------- | ---------------------------- | --------- | ----------------- | ----------------- | ----------------- | ----------------- | ---------------- |
| Sabrina Jaquet | Damsingel | Tai (TPE) L (7–21, 13–21) | Qi (FRA) L (10–21, 14–21) | Nguyễn (VIE) L (8–21, 17–21) | 4         | Gick inte vidare  | Gick inte vidare  | Gick inte vidare  | Gick inte vidare  | Gick inte vidare |

## Bordtennis
Rachel Moret blev första schweiziska att kvalificera sig till OS sedan Atlanta 1996.
| Spelare      | Gren      | Inledande omgång     | Omgång 1             | Omgång 2             | Omgång 3             | Åttondelsfinal       | Kvartsfinal          | Semifinal            | Final / BM           | Final / BM       |
| Spelare      | Gren      | Motståndare Resultat | Motståndare Resultat | Motståndare Resultat | Motståndare Resultat | Motståndare Resultat | Motståndare Resultat | Motståndare Resultat | Motståndare Resultat | Placering        |
| ------------ | --------- | -------------------- | -------------------- | -------------------- | -------------------- | -------------------- | -------------------- | -------------------- | -------------------- | ---------------- |
| Rachel Moret | Damsingel | bye                  | Yamada (BRA) W 4–2   | G Póta (HUN) W 4–1   | Chen M (CHN) L 0–4   | Gick inte vidare     | Gick inte vidare     | Gick inte vidare     | Gick inte vidare     | Gick inte vidare |

## Brottning
Stefan Reichmuth tog en plats i de olympiska brottningstävlingarna genom sin bronsmedalj vid världsmästerskapen 2019.
Herrarnas fristil
| Brottare         | Gren   | Åttondelsfinal            | Kvartsfinal          | Semifinal            | Återkval             | Final / BM           | Final / BM       |
| Brottare         | Gren   | Motståndare Resultat      | Motståndare Resultat | Motståndare Resultat | Motståndare Resultat | Motståndare Resultat | Pl.              |
| ---------------- | ------ | ------------------------- | -------------------- | -------------------- | -------------------- | -------------------- | ---------------- |
| Stefan Reichmuth | −86 kg | Benferdjallah (ALG) W 6−2 | Yazdani (IRI) L 1−12 | Gick inte vidare     | Gick inte vidare     | Gick inte vidare     | Gick inte vidare |

## Cykling

### Bana
Schweiz representerades i bancyklingen av fem cyklister.
Förföljelse
| Cyklist                                                                                   | Gren                     | Kval     | Kval      | Semifinal            | Semifinal | Final                | Final     |
| Cyklist                                                                                   | Gren                     | Tid      | Placering | Motståndare Resultat | Placering | Motståndare Resultat | Placering |
| ----------------------------------------------------------------------------------------- | ------------------------ | -------- | --------- | -------------------- | --------- | -------------------- | --------- |
| Stefan Bissegger Robin Froidevaux Mauro Schmid Valère Thiébaud Théry Schir Cyrille Thièry | Herrarnas lagförföljelse | 3.51,514 | 8         | 3.49,111             | 7         | 3.50,041             | 8         |

Omnium
| Cyklist     | Gren             | Scratch | Scratch | Tempolopp | Tempolopp | Utslagslopp | Utslagslopp | Poänglopp | Poänglopp | Totalpoäng | Placering |
| Cyklist     | Gren             | Pl.     | Poäng   | Pl.       | Poäng     | Pl.         | Poäng       | Pl.       | Poäng     | Totalpoäng | Placering |
| ----------- | ---------------- | ------- | ------- | --------- | --------- | ----------- | ----------- | --------- | --------- | ---------- | --------- |
| Théry Schir | Herrarnas omnium | 9       | 24      | 4         | 34        | 3           | 36          | 1         | 15        | 109        | 7         |

Madison
| Cyklist                      | Gren              | Poäng | Varv | Placering |
| ---------------------------- | ----------------- | ----- | ---- | --------- |
| Robin Froidevaux Théry Schir | Herrarnas madison | 8     | 0    | 7         |

### Landsväg
Fem cyklister, fyra män och en kvinna, tävlade för Schweiz i landsvägscyklingen.
| Cyklist        | Gren                | Tid      | Placering |
| -------------- | ------------------- | -------- | --------- |
| Marlen Reusser | Damernas linjelopp  | 4:02.16  | 46        |
| Marlen Reusser | Damernas tempolopp  | 31.09,96 | 2         |
| Marc Hirschi   | Herrarnas linjelopp | 6:11.46  | 25        |
| Marc Hirschi   | Herrarnas tempolopp | DNS      | DNS       |
| Michael Schär  | Herrarnas linjelopp | 6:13.17  | 31        |
| Michael Schär  | Herrarnas tempolopp | 56.08,49 | 4         |
| Stefan Küng    | Herrarnas linjelopp | 6:15.38  | 40        |
| Gino Mäder     | Herrarnas linjelopp | 6:21.46  | 74        |

### Mountainbike
Schweiz ställde upp med sex tävlande i mountainbike.
| Cyklist           | Gren                  | Tid     | Placering |
| ----------------- | --------------------- | ------- | --------- |
| Sina Frei         | Damernas terränglopp  | 1:16.57 | 2         |
| Linda Indergand   | Damernas terränglopp  | 1:17.05 | 3         |
| Jolanda Neff      | Damernas terränglopp  | 1:15.46 | 1         |
| Filippo Colombo   | Herrarnas terränglopp | 1:28.04 | 12        |
| Mathias Flückiger | Herrarnas terränglopp | 1:25.34 | 2         |
| Nino Schurter     | Herrarnas terränglopp | 1:25.56 | 4         |

### BMX
Tre schweiziska cyklister tog kvotplatser i BMX genom sina placeringar på UCI:s världsranking i juni 2021.
Racing
| Cyklist        | Gren             | Kvartsfinal | Kvartsfinal | Semifinal        | Semifinal        | Final            | Final            |
| Cyklist        | Gren             | Poäng       | Placering   | Poäng            | Placering        | Poäng            | Placering        |
| -------------- | ---------------- | ----------- | ----------- | ---------------- | ---------------- | ---------------- | ---------------- |
| Simon Marquart | Herrarnas racing | 14          | 5           | Gick inte vidare | Gick inte vidare | Gick inte vidare | Gick inte vidare |
| David Graf     | Herrarnas racing | 6           | 2 Q         | 18               | 5                | Gick inte vidare | Gick inte vidare |

Freestyle
| Cyklist         | Gren               | Rankingomgång | Rankingomgång | Final | Final     |
| Cyklist         | Gren               | Poäng         | Placering     | Poäng | Placering |
| --------------- | ------------------ | ------------- | ------------- | ----- | --------- |
| Nikita Ducarroz | Damernas freestyle | 83,55         | 3             | 89,20 | 3         |

## Friidrott
Schweiz ställde upp i spelen med en trupp på 28 friidrottare.
Förkortningar
- Notera– Placeringar avser endast det specifika heatet.
- Q = Tog sig vidare till nästa omgång
- q = Tog sig vidare till nästa omgång som den snabbaste förloraren eller, i teknikgrenarna, genom placering utan att nå kvalgränsen
- i.u. = Omgången fanns inte i grenen
- Bye = Idrottaren behövde inte tävla i omgången

Damer
Gång- och löpgrenar
| Idrottare                                                      | Gren           | Heat         | Heat      | Semifinal        | Semifinal        | Final            | Final            |
| Idrottare                                                      | Gren           | Resultat     | Placering | Resultat         | Placering        | Resultat         | Placering        |
| -------------------------------------------------------------- | -------------- | ------------ | --------- | ---------------- | ---------------- | ---------------- | ---------------- |
| Ajla Del Ponte                                                 | 100 meter      | 10,91        | Q         | 11,01            | Q                | 10,97            | 5                |
| Mujinga Kambundji                                              | 100 meter      | 10,95        | Q         | 10,96            | Q                | 10,99            | 6                |
| Salomé Kora                                                    | 100 meter      | 11,25        | 5         | Gick inte vidare | Gick inte vidare | Gick inte vidare | Gick inte vidare |
| Mujinga Kambundji                                              | 200 meter      | 22,26        | 1 Q       | 22,26            | 3 q              | 22,30            | 7                |
| Lore Hoffmann                                                  | 800 meter      | 2.02,05      | 3 Q       | 1.59,38          | 4                | Gick inte vidare | Gick inte vidare |
| Delia Sclabas                                                  | 800 meter      | 2.03,03      | 6         | Gick inte vidare | Gick inte vidare | Gick inte vidare | Gick inte vidare |
| Ditaji Kambundji                                               | 100 meter häck | 13,17        | 8         | Gick inte vidare | Gick inte vidare | Gick inte vidare | Gick inte vidare |
| Yasmin Giger                                                   | 400 meter häck | 57,03        | 6         | Gick inte vidare | Gick inte vidare | Gick inte vidare | Gick inte vidare |
| Léa Sprunger                                                   | 400 meter häck | 54,74        | 3 Q       | 55,12            | 4                | Gick inte vidare | Gick inte vidare |
| Riccarda Dietsche Ajla Del Ponte Mujinga Kambundji Salomé Kora | 4 × 100 meter  | 42,05 0NR0   | 2 Q       | i.u.             | i.u.             | 42,08            | 4                |
| Léa Sprunger Silke Lemmens Rachel Pellaud Yasmin Giger         | 4 × 400 meter  | 3.25,90 0NR0 | 6         | i.u.             | i.u.             | Gick inte vidare | Gick inte vidare |
| Fabienne Schlumpf                                              | Maraton        | i.u.         | i.u.      | i.u.             | i.u.             | 2:31.36          | 12               |
| Martina Strähl                                                 | Maraton        | i.u.         | i.u.      | i.u.             | i.u.             | 2:39.25          | 51               |

Teknikgrenar
| Idrottare      | Gren     | Kval    | Kval      | Final            | Final            |
| Idrottare      | Gren     | Distans | Placering | Distans          | Placering        |
| -------------- | -------- | ------- | --------- | ---------------- | ---------------- |
| Salome Lang    | Höjdhopp | 1,86    | 22        | Gick inte vidare | Gick inte vidare |
| Andrina Hodel  | Stavhopp | 4,25    | 24        | Gick inte vidare | Gick inte vidare |
| Angelica Moser | Stavhopp | 4,40    | 20        | Gick inte vidare | Gick inte vidare |

Herrar
Gång- och löpgrenar
| Idrottare         | Gren           | Heat     | Heat      | Semifinal        | Semifinal        | Final            | Final            |
| Idrottare         | Gren           | Resultat | Placering | Resultat         | Placering        | Resultat         | Placering        |
| ----------------- | -------------- | -------- | --------- | ---------------- | ---------------- | ---------------- | ---------------- |
| Silvan Wicki      | 100 meter      | 10,28    | 6         | Gick inte vidare | Gick inte vidare | Gick inte vidare | Gick inte vidare |
| William Reais     | 200 meter      | 20,51    | 3 Q       | 20,44            | 5                | Gick inte vidare | Gick inte vidare |
| Ricky Petrucciani | 400 meter      | 45,64    | 3 Q       | 45,26            | 6                | Gick inte vidare | Gick inte vidare |
| Jonas Raess       | 5 000 meter    | 13.43,52 | 11        | i.u.             | i.u.             | Gick inte vidare | Gick inte vidare |
| Julien Wanders    | 10 000 meter   | i.u.     | i.u.      | i.u.             | i.u.             | 28.55,29         | 21               |
| Tadesse Abraham   | Maraton        | i.u.     | i.u.      | i.u.             | i.u.             | DNF              | DNF              |
| Jason Joseph      | 110 meter häck | 13,31    | 2 Q       | 13,46            | 5                | Gick inte vidare | Gick inte vidare |

Teknikgrenar
| Idrottare  | Gren     | Kval    | Kval      | Final            | Final            |
| Idrottare  | Gren     | Distans | Placering | Distans          | Placering        |
| ---------- | -------- | ------- | --------- | ---------------- | ---------------- |
| Loïc Gasch | Höjdhopp | 2,21    | 23        | Gick inte vidare | Gick inte vidare |

## Fäktning
Schweiz ställde upp med ett fullt lag i herrarnas värja.
| Idrottare                                     | Gren                         | Omgång 1             | Omgång 2               | Omgång 3              | Kvartsfinal       | Semifinal         | Final / BM        | Final / BM |
| Idrottare                                     | Gren                         | Motståndare Poäng    | Motståndare Poäng      | Motståndare Poäng     | Motståndare Poäng | Motståndare Poäng | Motståndare Poäng | Placering  |
| --------------------------------------------- | ---------------------------- | -------------------- | ---------------------- | --------------------- | ----------------- | ----------------- | ----------------- | ---------- |
| Benjamin Steffen                              | Herrarnas värja              | Suchov (ROC) W 15-12 | Rejzlin (UKR) L 11-15  | Gick inte vidare      | Gick inte vidare  | Gick inte vidare  | Gick inte vidare  | 29         |
| Max Heinzer                                   | Herrarnas värja              | bye                  | Svitjkar (UKR) W 15-11 | Rejzlin (UKR) L 12-15 | Gick inte vidare  | Gick inte vidare  | Gick inte vidare  | 13         |
| Michele Niggeler                              | Herrarnas värja              | Ramirez (USA) L 6-15 | Gick inte vidare       | Gick inte vidare      | Gick inte vidare  | Gick inte vidare  | Gick inte vidare  | 35         |
| Benjamin Steffen Max Heinzer Michele Niggeler | Herrarnas lagtävling i värja | i.u.                 | i.u.                   | i.u.                  | Sydkorea L 39-43  | Gick inte vidare  | Gick inte vidare  | 8          |

## Judo
Två judoka tävlade för Schweiz.
| Idrottare       | Gren                   | Omgång 1             | Omgång 2                | Omgång 3                     | Kvartsfinal          | Semifinal               | Återkval             | Final / BM            | Final / BM       |
| Idrottare       | Gren                   | Motståndare Resultat | Motståndare Resultat    | Motståndare Resultat         | Motståndare Resultat | Motståndare Resultat    | Motståndare Resultat | Motståndare Resultat  | Placering        |
| --------------- | ---------------------- | -------------------- | ----------------------- | ---------------------------- | -------------------- | ----------------------- | -------------------- | --------------------- | ---------------- |
| Fabienne Kocher | Damernas halv lättvikt | i.u.                 | Pérez (ESP) W 010–000   | Lkhagvasüren (MGL) W 010–000 | Pupp (HUN) W 100–000 | Buchard (FRA) L 000–100 | bye                  | Giles (GBR) L 000–100 | 5                |
| Nils Stump      | Herrarnas lättvikt     | bye                  | Gjakova (KOS) L 000–111 | Gick inte vidare             | Gick inte vidare     | Gick inte vidare        | Gick inte vidare     | Gick inte vidare      | Gick inte vidare |

## Kanotsport

### Slalom
| Idrottare       | Gren          | Inledande omgång | Inledande omgång | Inledande omgång | Inledande omgång | Inledande omgång | Inledande omgång | Semifinal | Semifinal | Final            | Final            |
| Idrottare       | Gren          | Åk 1             | Placering        | Åk 2             | Placering        | Bästa            | Placering        | Tid       | Placering | Tid              | Placering        |
| --------------- | ------------- | ---------------- | ---------------- | ---------------- | ---------------- | ---------------- | ---------------- | --------- | --------- | ---------------- | ---------------- |
| Thomas Koechlin | Herrarnas C-1 | 105,66           | 10               | 104,57           | 10               | 104,57           | 12 Q             | 111,20    | 13        | Gick inte vidare | Gick inte vidare |
| Martin Dougoud  | Herrarnas K-1 | 93,70            | 6                | 100,58           | 18               | 93,70            | 14 Q             | 99,28     | 13        | Gick inte vidare | Gick inte vidare |
| Alena Marx      | Damernas C-1  | 120,12           | 10               | 150,84           | 18               | 120,12           | 16 Q             | 163,09    | 16        | Gick inte vidare | Gick inte vidare |
| Naemi Brändle   | Damernas K-1  | 230,37           | 27               | 135,00           | 22               | 135,00           | 24 Q             | 121,91    | 18        | Gick inte vidare | Gick inte vidare |

## Segling
Fyra besättningar tävlade i segling för Schweiz.
| Seglare                           | Gren                  | Race | Race | Race | Race | Race | Race | Race | Race | Race | Race | Race | Race | Race | Poäng | Placering |
| Seglare                           | Gren                  | 1    | 2    | 3    | 4    | 5    | 6    | 7    | 8    | 9    | 10   | 11   | 12   | M*   | Poäng | Placering |
| --------------------------------- | --------------------- | ---- | ---- | ---- | ---- | ---- | ---- | ---- | ---- | ---- | ---- | ---- | ---- | ---- | ----- | --------- |
| Maud Jayet                        | Damernas Laser Radial | 22   | 7    | 22   | 34†  | 13   | 1    | 21   | 25   | 28   | 24   | i.u. | i.u. | EL   | 163   | 19        |
| Linda Fahrni Maja Siegenthaler    | Damernas 470          | 12†  | 4    | 8    | 2    | 5    | 10   | 9    | 7    | 12   | 5    | i.u. | i.u. | 2    | 64    | 4         |
| Mateo Sanz Lanz                   | Herrarnas RS:X        | 1    | 1    | 9    | 10   | 3    | 4    | 16   | 17†  | 12   | 10   | 13   | 15   | 6    | 100   | 8         |
| Lucien Cujean Sébastien Schneiter | Herrarnas 49er        | 16   | 10   | 14   | 10   | 3    | 20†  | 9    | 9    | 9    | 18   | 13   | 12   | EL   | 123   | 14        |

M = Medaljrace; EL = Utslagen – gick inte vidare till medaljracet

## Simhopp
| Idrottare         | Gren               | Kval   | Kval      | Semifinal | Semifinal | Final  | Final     |
| Idrottare         | Gren               | Poäng  | Placering | Poäng     | Placering | Poäng  | Placering |
| ----------------- | ------------------ | ------ | --------- | --------- | --------- | ------ | --------- |
| Michelle Heimberg | Damernas svikthopp | 289,95 | 11 Q      | 289,80    | 12        | 283,35 | 11        |

## Simning
Sju simmare tävlade för Schweiz under spelen.
Damer
| Idrottare      | Gren            | Heat    | Heat      | Semifinal        | Semifinal        | Final            | Final            |
| Idrottare      | Gren            | Tid     | Placering | Tid              | Placering        | Tid              | Placering        |
| -------------- | --------------- | ------- | --------- | ---------------- | ---------------- | ---------------- | ---------------- |
| Lisa Mamié     | 100 m bröstsim  | 1.06,76 | 13 Q      | 1.07,41          | 15               | Gick inte vidare | Gick inte vidare |
| Lisa Mamié     | 200 m bröstsim  | 2.23,91 | 14 Q      | 2.25,11          | 14               | Gick inte vidare | Gick inte vidare |
| Maria Ugolkova | 100 m frisim    | 54,86   | 26        | Gick inte vidare | Gick inte vidare | Gick inte vidare | Gick inte vidare |
| Maria Ugolkova | 100 m fjärilsim | 58,22   | 17        | Gick inte vidare | Gick inte vidare | Gick inte vidare | Gick inte vidare |
| Maria Ugolkova | 200 m medley    | 2.10,04 | 5 Q       | 2.10,65          | 9                | Gick inte vidare | Gick inte vidare |

Herrar
| Idrottare                                            | Gren             | Heat         | Heat      | Semifinal        | Semifinal        | Final            | Final            |
| Idrottare                                            | Gren             | Tid          | Placering | Tid              | Placering        | Tid              | Placering        |
| ---------------------------------------------------- | ---------------- | ------------ | --------- | ---------------- | ---------------- | ---------------- | ---------------- |
| Jérémy Desplanches                                   | 100 m bröstsim   | 1.00,29      | 28        | Gick inte vidare | Gick inte vidare | Gick inte vidare | Gick inte vidare |
| Jérémy Desplanches                                   | 200 m medley     | 1.56,89      | 2 Q       | 1.57,38          | 5 Q              | 1.56,17          | 3                |
| Antonio Djakovic                                     | 200 m frisim     | 1.46,37      | 15 Q      | 1.45,92          | 11               | Gick inte vidare | Gick inte vidare |
| Antonio Djakovic                                     | 400 m frisim     | 3.45,82 0NR0 | 9         | i.u.             | i.u.             | Gick inte vidare | Gick inte vidare |
| Roman Mityukov                                       | 100 m frisim     | 48,43        | 15 Q      | 48,53            | 16               | Gick inte vidare | Gick inte vidare |
| Roman Mityukov                                       | 200 m ryggsim    | 1.57,45      | 11 Q      | 1.57,07          | 13               | Gick inte vidare | Gick inte vidare |
| Noè Ponti                                            | 100 m fjärilsim  | 51,24        | 5 Q       | 50,76            | 3 Q              | 50,74 0NR0       | 3                |
| Noè Ponti                                            | 200 m fjärilsim  | 1.55,05      | 5 Q       | 1.55,37          | 10               | Gick inte vidare | Gick inte vidare |
| Antonio Djakovic Nils Liess Roman Mityukov Noè Ponti | 4 × 100 m frisim | 3.14,65      | 14        | i.u.             | i.u.             | Gick inte vidare | Gick inte vidare |
| Antonio Djakovic Nils Liess Roman Mityukov Noè Ponti | 4 × 200 m frisim | 7.06,59      | 6 Q       | i.u.             | i.u.             | 7.06,12          | 6                |

## Skytte
Schweiz tog två kvotplatser i pistol- och gevärsskytte.
| Skytt                 | Gren                     | Kval     | Kval | Final            | Final            |
| Skytt                 | Gren                     | Poäng    | Pl.  | Poäng            | Pl.              |
| --------------------- | ------------------------ | -------- | ---- | ---------------- | ---------------- |
| Nina Christen         | Damernas 10 m luftgevär  | 628.5    | 7 Q  | 230.6            | 3                |
| Nina Christen         | Damernas 50 m gevär      | 1174-61x | 6 Q  | 463.9            | 1                |
| Heidi Diethelm Gerber | Damernas 10 m luftpistol | 569      | 28   | Gick inte vidare | Gick inte vidare |
| Heidi Diethelm Gerber | Damernas 25 m pistol     | 579      | 22   | Gick inte vidare | Gick inte vidare |

## Sportklättring
Klättraren Petra Klingler tog en plats i de olympiska tävlingarna genom sin åttondeplats på VM 2019.
| Idrottare      | Gren             | Kval  | Kval      | Kval  | Kval      | Kval       | Kval       | Totalt | Totalt    | Final            | Final            | Final            | Final            | Final            | Final            | Totalt           | Totalt           |
| Idrottare      | Gren             | Speed | Speed     | Lead  | Lead      | Bouldering | Bouldering | Totalt | Totalt    | Speed            | Speed            | Lead             | Lead             | Bouldering       | Bouldering       | Totalt           | Totalt           |
| Idrottare      | Gren             | Tid   | Placering | Poäng | Placering | Poäng      | Placering  | Poäng  | Placering | Tid              | Placering        | Poäng            | Placering        | Poäng            | Placering        | Poäng            | Placering        |
| -------------- | ---------------- | ----- | --------- | ----- | --------- | ---------- | ---------- | ------ | --------- | ---------------- | ---------------- | ---------------- | ---------------- | ---------------- | ---------------- | ---------------- | ---------------- |
| Petra Klingler | Damernas tävling | 8,42  | 10        | 16+   | 14        | 1T3z       | 10         | 1400   | 16        | Gick inte vidare | Gick inte vidare | Gick inte vidare | Gick inte vidare | Gick inte vidare | Gick inte vidare | Gick inte vidare | Gick inte vidare |

## Tennis
| Spelare                          | Gren      | Omgång 1                | Omgång 2                                         | Åttondelsfinaler                           | Kvartsfinaler                        | Semifinaler                         | Final / BM                              | Final / BM       |
| Spelare                          | Gren      | Motståndare Poäng       | Motståndare Poäng                                | Motståndare Poäng                          | Motståndare Poäng                    | Motståndare Poäng                   | Motståndare Poäng                       | Pl.              |
| -------------------------------- | --------- | ----------------------- | ------------------------------------------------ | ------------------------------------------ | ------------------------------------ | ----------------------------------- | --------------------------------------- | ---------------- |
| Belinda Bencic                   | Damsingel | Pegula (USA) W 6–3, 6–3 | Doi (JPN) W 6–2, 6–4                             | Krejčíková (CZE) W 1–6, 6–2, 6–3           | Pavljutjenkova (ROC) W 6–0, 3–6, 6–3 | Rybakina (KAZ) W 7–6(7–2), 4–6, 6–3 | Vondroušová (CZE) W 7–5, 2–6, 6–3       | 1                |
| Viktorija Golubic                | Damsingel | Osorio (COL) W 6–4, 6–1 | Osaka (JPN) L 3–6, 2–6                           | Gick inte vidare                           | Gick inte vidare                     | Gick inte vidare                    | Gick inte vidare                        | Gick inte vidare |
| Belinda Bencic Viktorija Golubic | Damdubbel | i.u.                    | Aoyama / Shibahara (JPN) W 6–4, 6–7(5–7), [10–5] | Muguruza / Suárez (ESP) W 3–6, 6–1, [11–9] | Perez / Stosur (AUS) W 6–4, 6–4      | Pigossi / Stefani (BRA) W 7–5, 6–3  | Krejčíková / Siniaková (CZE) L 5–7, 1–6 | 2                |

## Triathlon
Fyra schweiziska triatleter deltog i spelen.
| Triathlet         | Gren           | Simning | T1   | Cykling | T2   | Löpning | Total tid | Placering |
| ----------------- | -------------- | ------- | ---- | ------- | ---- | ------- | --------- | --------- |
| Jolanda Annen     | Damernas lopp  | 19.32   | 0.44 | 1:05.04 | 0.35 | 35.36   | 2:01.31   | 19        |
| Nicola Spirig     | Damernas lopp  | 19.32   | 0.43 | 1:02.50 | 0.32 | 34.28   | 1:58.05   | 6         |
| Andrea Salvisberg | Herrarnas lopp | 18.02   | 0.40 | 56.03   | 0.30 | 32.10   | 1:47.25   | 22        |
| Max Studer        | Herrarnas lopp | 18.25   | 0.39 | 55.59   | 0.28 | 30.35   | 1:46.06   | 9         |

Stafett
| Triathlet                                                | Gren       | Simning | T1 | Cykling | T2 | Löpning | Total tid | Placering |
| -------------------------------------------------------- | ---------- | ------- | -- | ------- | -- | ------- | --------- | --------- |
| Jolanda Annen Andrea Salvisberg Nicola Spirig Max Studer | Mixstafett | 16.36   |    | 40.17   |    | 24.03   | 1:25.27   | 7         |

## Volleyboll
I beachvolleyboll kvalificerade Schweiz två damlag genom FIVB:s olympiaranking, samt ett herrlag genom CEV:s kontinentalcup.